# Лувесиен
Лувесиен (на френски: Louveciennes) е град в северна Франция, част от департамента Ивлин на регион Ил дьо Франс. Населението му е около 7 100 души (2015).
Разположен е на 122 метра надморска височина в Парижкия басейн, на левия бряг на река Сена и на 17 километра западно от центъра на Париж. През Средновековието, предимно овощарско и лозарско, е владение на абатството „Сен Дени“, през XVII век в него са изградени мащабни за времето си хидротехнически съоръжения за водоснабдяване на Версайския дворец, както и множество замъци. Днес Лувесиен е предимно жилищно предградие на Париж.

## Известни личности
Починали в Лувесиен
- Льоконт дьо Лил (1818 – 1894), поет